# Grup dels Cinc
Grup dels Cinc (en rus: Могучая кучка), Mogútxaia kutxka, literalment Petit Grup Poderós, també conegut com The Mighty Five o The Mighty Handful en països de parla anglesa i amb traduccions comparables a altres llengües. Va ser el nom aplicat l'any 1867 pel crític musical Vladímir Stàssov a un petit grup de compositors russos units sota el lideratge de Mili Balakirev amb el propòsit de crear un art musical específicament rus en lloc d'imitar les formes d'Europa occidental. En certa manera, va ser una branca del moviment romàntic nacionalista rus, amb la colònia d'Abràmtsevo i el romanticisme rus, que perseguien objectius similars en el camp de les belles arts.
En anglès, del nom rus del grup va derivar-se l'expressió "kutxkist", que s'aplica als objectius artístics del grup o a les seues pròpies obres.
El Grup va constituir-se l'any 1856, amb una primera associació entre Balàkirev i César Cui; Modest Mússorgski s'hi va afegir el 1857, Nikolai Rimski-Kórsakov el 1861, i Aleksandr Borodín el 1862. Abans de tots ells, Mikhaïl Glinka i Aleksandr Dargomijski ja havien fet alguns intents de desenvolupar un estil genuïnament rus, component òperes sobre temes russos, però el Grup dels Cinc va representar el primer intent estructurat en aquest sentit; amb Stàssov com a conseller artístic i Dargomijski com a referent de prestigi.
El Grup va començar a disgregar-se durant la dècada de 1870, en part a causa del fet que Balàkirev va retirar-se de l'activitat musical durant un temps. Curiosament, tots els membres del Grup estan soterrats al Cementiri Tikhvin de Sant Petersburg.
Potser amb l'excepció de Cui, els membres del Grup van influir o van ser directament professors de la majoria dels grans compositors russos de la generació posterior, incloent-hi Aleksandr Glazunov, Mikhaïl Ippolítov-Ivànov, Serguei Rakhmàninov, Serguei Prokófiev, Ígor Stravinski, i Dmitri Xostakòvitx.
El nom de Grup dels Sis, triat per un grup de compositors francòfons del segle xx sota el lideratge teòric de l'escriptor Jean Cocteau, emula en certa manera al de Els Cinc.

## Membres del Grup dels Cinc

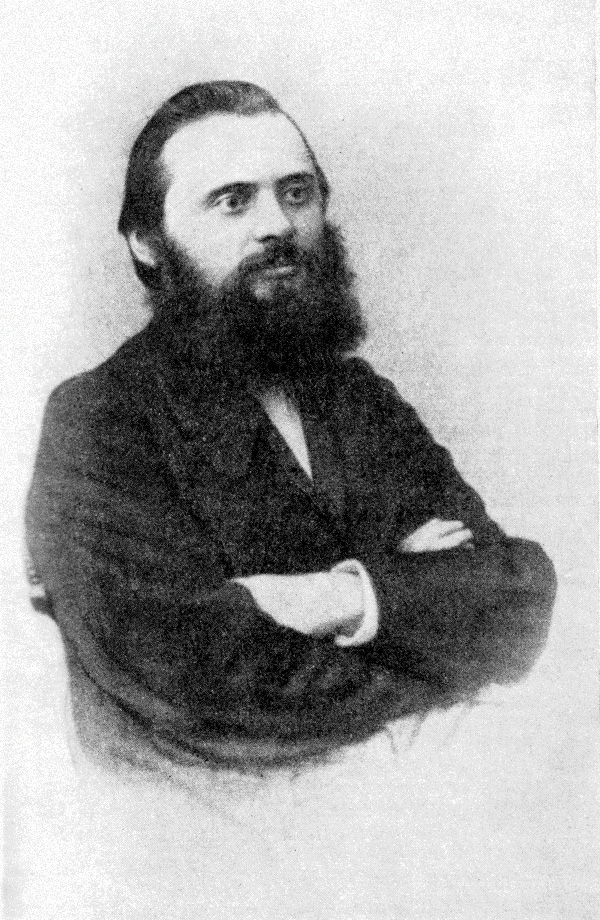
Mili Balàkirev
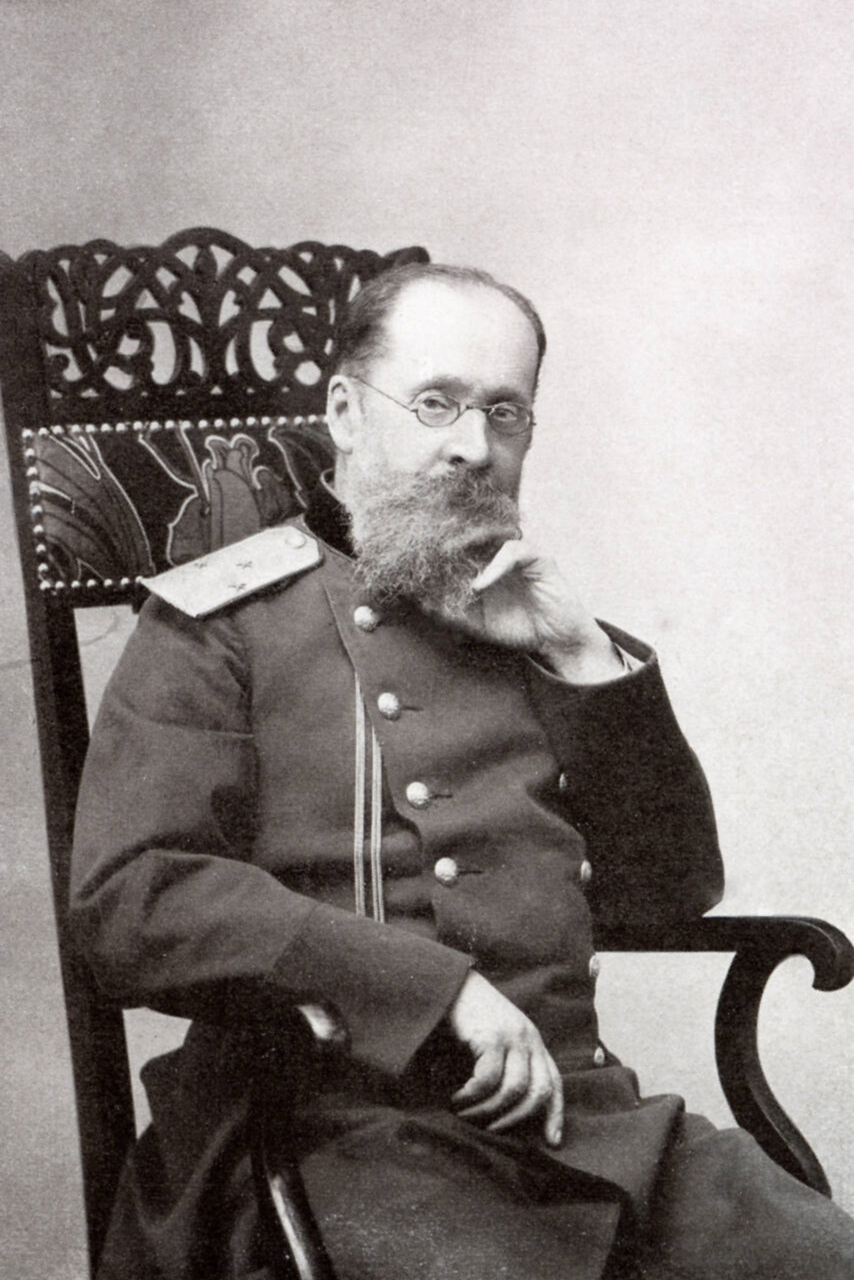
César Cui
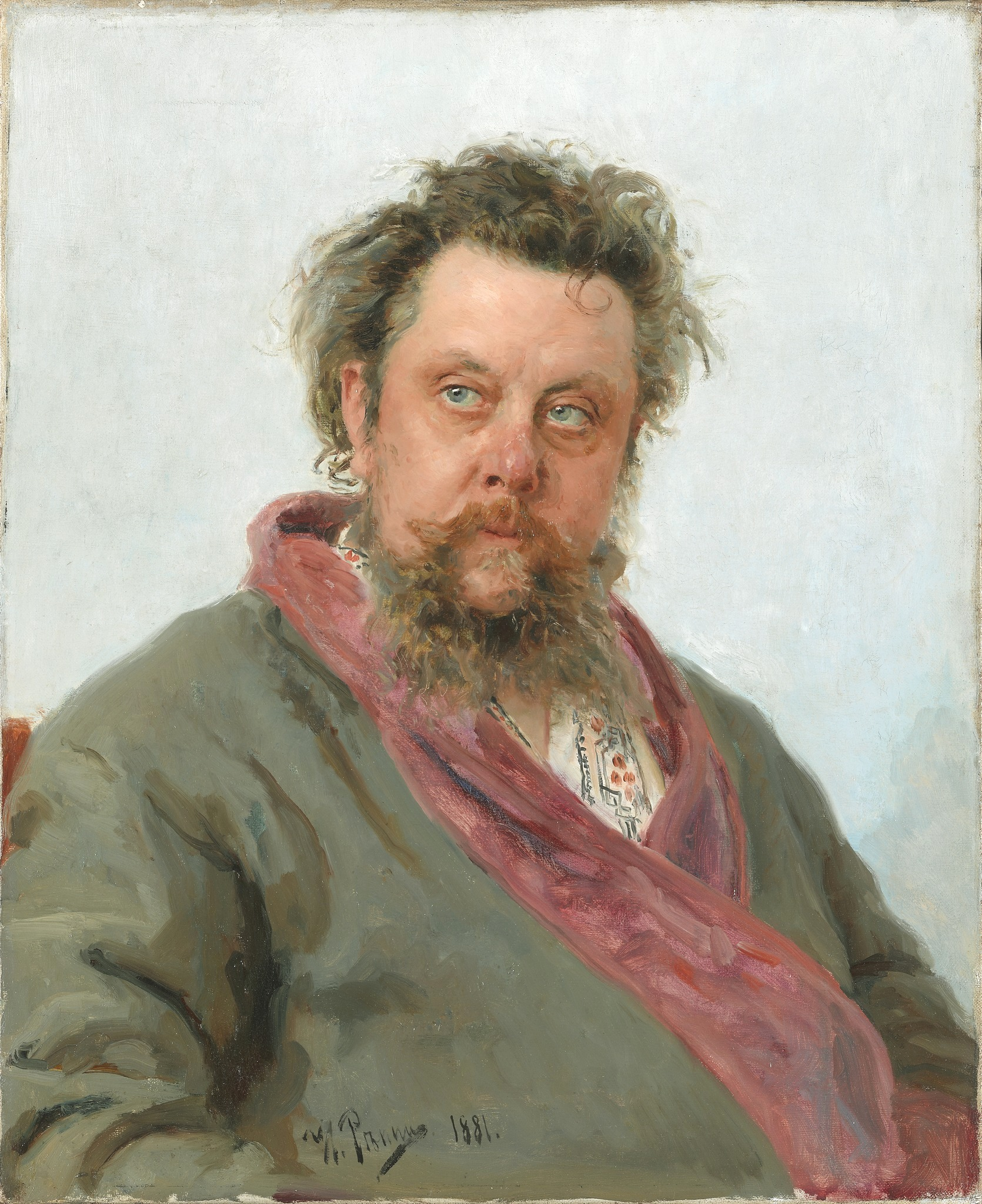
Modest Mússorgski
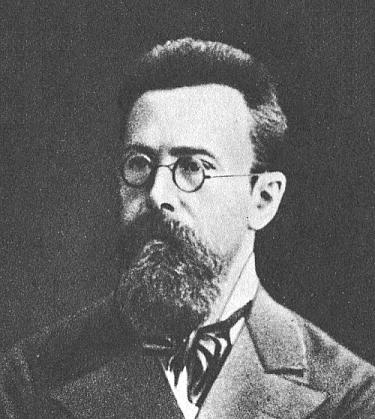
Nikolai Rimski-Kórsakov
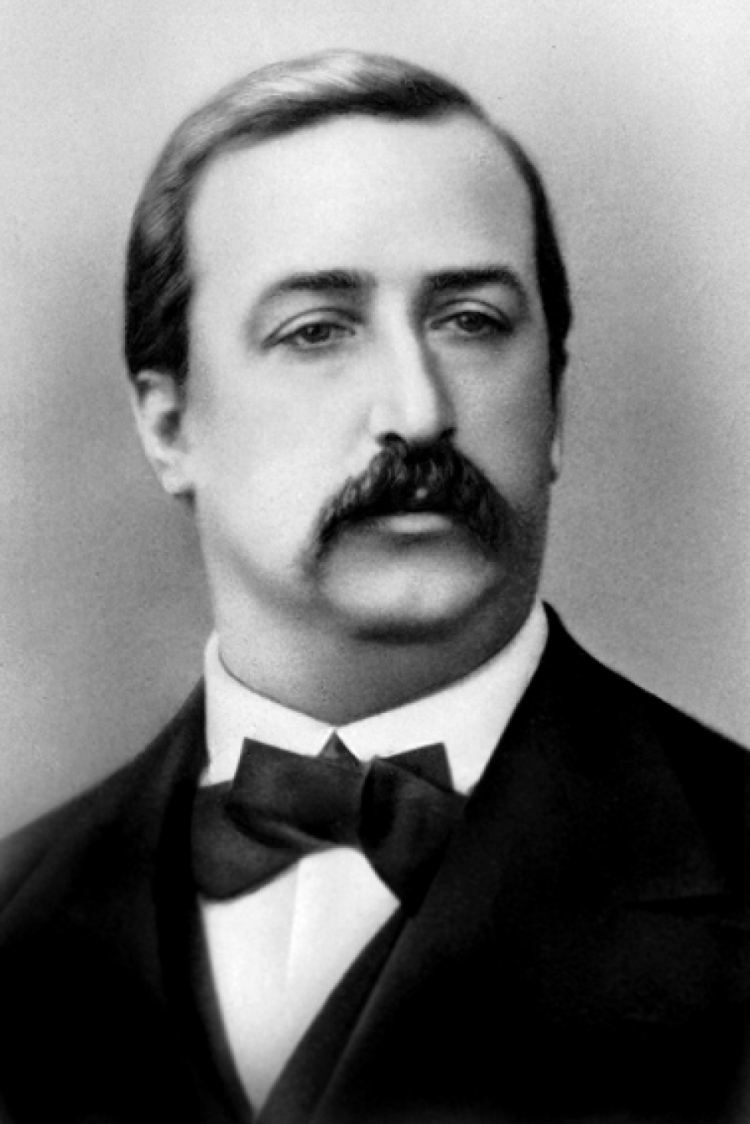
Aleksandr Borodín